# In Old Madrid (film, 1911)
In Old Madrid est un film muet américain réalisé par Thomas H. Ince et sorti en 1911.

## Synopsis
Un jeune couple d'amoureux voudrait se retrouver seul, mais il faut compter avec les entraves des parents espagnols de la jeune fille...

## Fiche technique
- Réalisation : Thomas H. Ince
- Production : Carl Laemmle
- Genre : Comédie romantique
- Durée : 11 minutes
- Date de sortie : États-Unis : 20 mars 1911

## Distribution
- Mary Pickford
- Owen Moore